# David Bižić
David Bižić [david biʒitʃʲ] serbisk kyrilliska: Давид Бижић , född 25 november 1975 i Belgrad i dåvarande Jugoslavien, är en serbisk operasångare (basbaryton).
På Israeli Opera har han sjungit rollen som Jake Wallace (La Fanciulla del West; Puccini), Kungen i Aida och Översteprästen i Nabucco (båda av Verdi). Vidare rollen som fadern i Hans och Greta (Humperdinck), Masetto (Don Giovanni; Mozart), Sancho (Don Quichotte; Massenet), Hali (Italienskan i Alger; Rossini) och Belcore (L'elisir d'amore; Donizetti).
Från 2003 var han engagerad vid operastudion i Paris där han medverkade i åtskilliga produktioner på Opéra Bastille och Opéra Garnier.
Sin debut på Metropolitan Opera i New York gjorde han 2014. På Metropolitan är han sedan dess en återkommande sångare som medverkat i mer än 50 föreställningar.
Bižić  är systerson till läkaren Jovan Rajs.

## Roller i urval
- 2022: Sharpless Madama Butterfly in Metropolitan Opera, Sharpless på Manchester Hallé Orchestra, Don Alfonso Così fan tutte på Dijon
- 2019: Marcello La Boheme på Metropolitan Opera, Procolo Le convenienze ed inconvenienze teatrali på Grand Théâtre de Genève, Belcore Kärleksdrycken på Opera Toulon
- 2018: Lescaut Manon Lescaut (opera, Puccini) in Liceu
- 2018: Enrico Lucia di Lammermoor på Opera Toulon, Eugen Onegin på Opera Metz
- 2017: Sharpless Madama Butterfly in Metropolitan Opera
- 2015: Marcello La Boheme på Metropolitan Opera
- 2014: Leporello in Wiener Staatsoper, Albert (Werther) Metropolitan Opera in New York, Conte (Nozze di Figaro) på St. Etienne, Marcello La Boheme på Grand Théâtre de Bordeaux.
- 2013: Don Giovanni i Maribor Opera, Leporello i Opera National Montpellier, Figaro på Grand Théâtre de Genève, Guglielmo på Opera Garnier
- 2012: Leporello i Palau de les Arts Reina Sofia, Leporello på Opéra Bastille, Figaro på Grand Théâtre de Bordeaux, Leporello på LA Opera och Schaunard (La bohème) på Covent Garden, Royal Opera House
- 2011: tysk debut som Leporello på Deutsche Oper Berlin, Escamillo (Carmen) på Kungliga Operan
- 2010: Figaro i Monte Carlo, Masetto vid Festival d'Aix en Provence, Leporello på Bolsjojteatern i Moskva och Escamillo i Belgrad.
- 2009: Leporello (Don Giovanni; Mozart) i Rennes, Publio (La Clemenza di Tito; Mozart) i Avignon samt Schaunard (La Bohème) och Mathieu (Andrea Chénier) på Opéra Bastille
- 2008: Dagons övertepräst (Samson et Dalila; Saint Saens) på Kungliga Operan och Figaro (Mozart) i Strasbourg.
- 2007: Leporello (Don Giovanni; Mozart) i Toulouse och andrapristagare i Placido Domingos prestigefyllda OPERALIA.
- 2006: Masetto (Don Giovanni; Mozart) på Opéra Garnier. Belcore på Belgrade National Opera, Figaro (Mozart ) vid Opera Angers och Nantes, Manuel (La Vida breve; de Falla) med Orchestre de Paris, Creon (Oedipus Rex; Stravinskij) och Chamberlain (Le Rossignol, Stravinskij) vid Strasbourg Opera National du Rhin.